# Pajor Győző
Pajor Győző (Sepsimagyarós, 1899. október 30. – Buenos Aires, 1962. március 2.) magyar jogász, lapigazgató, Hajdú vármegye és Debrecen tiszteletbeli főügyésze, politikus, országgyűlési képviselő.

## Élete
Sepsimagyaróson született Pajor János és Bartha Julianna gyermekeként, evangélikus vallásban. Középiskoláit Sepsiszentgyörgyön, a Székely Mikó Kollégiumban végezte; egyetemi tanulmányait a debreceni Gróf Tisza István Tudományegyetemen folytatta, ugyanott avatták jogi doktorrá. Az első világháborúban igen fiatalon jelentkezett katonai szolgálatra, részt vett az erdélyi román betörés alkalmával lefolyt védelmi harcokban, majd a Russ-különítmény kötelékében harcolta végig a hátralévő időszakot. Több kitüntetésben részesült és hadnagyként szerelt le.
1918-ban, bár sebesült volt, a Székely Hadosztály első szervezői között volt és részt vett annak harcaiban, mindaddig, amíg a hadosztály román fogságba nem esett. Erdélyből történt repatriálása után a vezérkari főnökséghez került, majd a Szózat című politikai napilap és a Magyar Távirati Iroda munkatársa lett. Később volt igazgató a Magyar Nemzeti Könyv- és Lapkiadó Rt.-nél, a Hajdúföld és a Debreceni Újság című napilapoknál is.
Tevékeny részt vett az egyetemi ifjúságnak a forradalmak utáni újjászervezésében is. Több évig volt vezetője a Werbőczi Bajtársi Egyesületnek; alapításuktól tagja volt a Nemzeti Ligának, az Ébredő Magyarok Egyesületének és más nemzeti irányú egyesületeknek, amelyekben különböző tisztségeket töltött be.
1934 januárjában lett Debrecen város tiszti ügyésze, azt megelőzően ügyvédi gyakorlatot folytatott. Tiszántúli titkára volt a Gömbös Gyula-féle fajvédő pártnak, majd a Nemzeti Egység Pártjának Hajdú vármegyei és debreceni városi titkára lett. Választott tagja volt Debrecen törvényhatósági bizottságának, az 1939-es általános választásokon pedig országgyűlési képviselővé is megválasztották, a Magyar Élet Pártja Bihar vármegyei listájáról.
A második világháború után Argentínába emigrált, ahol részt vett több Buenos Aires-i emigrációs magyar szervezet – köztük a Mindszenty Magyar Tudományos és Kulturális Akadémia – tevékenységében.
1928. június 24-én Debrecenben feleségül vette Händer Mária Viktória Annát.